# Liste der Nummer-eins-Hits in den USA (1942)
Dies ist eine Liste der Nummer-eins-Hits in den von Billboard ermittelten Best-Sellers-in-Stores-Charts (Verkaufscharts) in den USA im Jahr 1942. In diesem Jahr gab es neun Nummer-eins-Singles.
| ← 1941 ← | Liste der Nummer-eins-Hits in den USA | Liste der Nummer-eins-Hits in den USA                                         | Liste der Nummer-eins-Hits in den USA                   | 1943 →                    |
| \| Zeitraum \| Wo. ges. \| Interpret \| Titel Autor(en) \| Zusätzliche Informationen \| \| (Zeitraum, Wochen auf Platz eins, Interpret, Titel, Autor[en], zusätzliche Informationen) \| \| \| \| \| \| ----------------------------------------------------------------------------------------- \| -------- \| ----------------------------------------------------------------------------- \| ---------------------------------------------------------- \| ------------------------- \| \| 27. Dezember 1941 – 6. Februar 1942 6 Wochen (insgesamt 9) \| 9 \| Glenn Miller & His Orchestra with Tex Beneke & The Modernaires \| Chattanooga Choo Choo[1] Harry Warren, Mack Gordon \| - \| \| 7. Februar 1942 – 13. Februar 1942 1 Woche (insgesamt 2) \| 2 \| Glenn Miller & His Orchestra \| A String of Pearls[2] Jerry Gray \| - \| \| 14. Februar 1942 – 20. Februar 1942 1 Woche (insgesamt 1) \| 1 \| Woody Herman & His Orchestra \| Blues in the Night[3] Harold Arlen, Johnny Mercer \| - \| \| 21. Februar 1942 – 27. Februar 1942 1 Woche (insgesamt 2) \| 2 \| Glenn Miller & His Orchestra \| A String of Pearls Jerry Gray \| - \| \| 28. Februar 1942 – 8. Mai 1942 10 Wochen (insgesamt 10) \| 10 \| Glenn Miller & His Orchestra with Ray Eberle & The Modernaires \| Moonlight Cocktail[4] Luckey Roberts, Kim Gannon \| - \| \| 9. Mai 1942 – 19. Juni 1942 6 Wochen (insgesamt 6) \| 6 \| Jimmy Dorsey & His Orchestra with Bob Eberly & Helen O’Connell \| Tangerine[5] Victor Schertzinger, Johnny Mercer \| - \| \| 20. Juni 1942 – 17. Juli 1942 4 Wochen (insgesamt 4) \| 4 \| Harry James & His Orchestra \| Sleepy Lagoon[6] Jack Lawrence, Eric Coates \| - \| \| 18. Juli 1942 – 11. September 1942 8 Wochen (insgesamt 8) \| 8 \| Kay Kyser & His Orchestra with Harry Babbitt & Julie Conway \| Jingle Jangle Jingle[7] Frank Loesser, Joseph J. Lilley \| - \| \| 12. September 1942 – 30. Oktober 1942 7 Wochen (insgesamt 7) \| 7 \| Glenn Miller & His Orchestra with Tex Beneke, Marion Hutton & The Modernaires \| (I’ve Got a Gal in) Kalamazoo[8] Harry Warren, Mack Gordon \| - \| \| 31. Oktober 1942 – 15. Januar 1943 11 Wochen (insgesamt 11) \| 11 \| Bing Crosby with Ken Darby Singers & John Scott Trotter & His Orchestra \| White Christmas[9] Irving Berlin \| - \| |                                       |                                                                               |                                                         |                           |
| ← 1941 |                                       |                                                                               |                                                         | → 1943 →                  |
| Zeitraum | Wo. ges.                              | Interpret                                                                     | Titel Autor(en)                                         | Zusätzliche Informationen |
| (Zeitraum, Wochen auf Platz eins, Interpret, Titel, Autor[en], zusätzliche Informationen) |                                       |                                                                               |                                                         |                           |
| 27. Dezember 1941 – 6. Februar 1942 6 Wochen (insgesamt 9) | 9                                     | Glenn Miller & His Orchestra with Tex Beneke & The Modernaires                | Chattanooga Choo Choo Harry Warren, Mack Gordon         | -                         |
| 7. Februar 1942 – 13. Februar 1942 1 Woche (insgesamt 2) | 2                                     | Glenn Miller & His Orchestra                                                  | A String of Pearls Jerry Gray                           | -                         |
| 14. Februar 1942 – 20. Februar 1942 1 Woche (insgesamt 1) | 1                                     | Woody Herman & His Orchestra                                                  | Blues in the Night Harold Arlen, Johnny Mercer          | -                         |
| 21. Februar 1942 – 27. Februar 1942 1 Woche (insgesamt 2) | 2                                     | Glenn Miller & His Orchestra                                                  | A String of Pearls Jerry Gray                           | -                         |
| 28. Februar 1942 – 8. Mai 1942 10 Wochen (insgesamt 10) | 10                                    | Glenn Miller & His Orchestra with Ray Eberle & The Modernaires                | Moonlight Cocktail Luckey Roberts, Kim Gannon           | -                         |
| 9. Mai 1942 – 19. Juni 1942 6 Wochen (insgesamt 6) | 6                                     | Jimmy Dorsey & His Orchestra with Bob Eberly & Helen O’Connell                | Tangerine Victor Schertzinger, Johnny Mercer            | -                         |
| 20. Juni 1942 – 17. Juli 1942 4 Wochen (insgesamt 4) | 4                                     | Harry James & His Orchestra                                                   | Sleepy Lagoon Jack Lawrence, Eric Coates                | -                         |
| 18. Juli 1942 – 11. September 1942 8 Wochen (insgesamt 8) | 8                                     | Kay Kyser & His Orchestra with Harry Babbitt & Julie Conway                   | Jingle Jangle Jingle Frank Loesser, Joseph J. Lilley    | -                         |
| 12. September 1942 – 30. Oktober 1942 7 Wochen (insgesamt 7) | 7                                     | Glenn Miller & His Orchestra with Tex Beneke, Marion Hutton & The Modernaires | (I’ve Got a Gal in) Kalamazoo Harry Warren, Mack Gordon | -                         |
| 31. Oktober 1942 – 15. Januar 1943 11 Wochen (insgesamt 11) | 11                                    | Bing Crosby with Ken Darby Singers & John Scott Trotter & His Orchestra       | White Christmas Irving Berlin                           | -                         |